# Стівен Волт
Стівен Мартін Волт (англ. Stephen Martin Walt; нар. 2 липня 1955, Лос-Аламос, Нью-Мексико, США) — американський політолог, професор Гарвардського університету, спеціаліст з міжнародних відносин. Розробив теорію «балансу небезпек», автор дослідження впливу ізраїльського лобі в США на зовнішню політику країни.

## Біографія
Стівен Волт народився в Лос-Аламос, Нью-Мексико де його батько, фізик за фахом, працював в ядерній лабораторії уряду США. Незадовго після народження Стівена батьки переїхали в Каліфорнію, де він провів своє дитинство. По закінченні школи він поступив на навчання в Стенфордський університет, де він спочатку спеціалізувався в хімії, але пізніше перейшов на історичний факультет. Тільки через рік під впливом видатних викладачів факультету політології, він почав вивчати політологію також. Після закінчення університету у 1977 р. він продовжив своє навчання в Каліфорнійському Університеті Берклі. Отримавши ступінь магістра у 1978 р. і ступінь доктора у 1983 р. він почав працювати в структурах ВМФ, а пізніше в Гарвардському університеті. Протягом декількох років він викладав в Принстонському та Чиказькому університетах. З 1999 року викладає в Гарвардському університеті, а з 2002 р. декан Школи Уряду ім. Джона Кеннеді.

## Кар'єра
Волт викладав у Принстонському університеті та Чиказькому університеті, де працював магістром колегіального відділу соціальних наук та заступником декана соціальних наук. З 2015 року він проводить Роберт і Рене Бельфер професорську діяльність у галузі міжнародних відносин у Школі правління Джона Ф. Кеннеді в Гарвардському університеті .

### Інші професійні дії
У травні 2005 року Волт був обраний членом Американської академії мистецтв та наук . [4]
У 2010 році він виступив у Інституті досліджень війни та миру в Колумбійському університеті ім . Салтзмана . [5] У 2012 році Волт взяв участь у засіданні на конференції з одностайного рішення в школі Кеннеді разом з Алі Абуніма і Євою Спінглер. [6]
У квітні 2013 року Волт виступив у Університеті Кларка . [7] Він розмовляв у коледжі Вільяма та Марії в жовтні 2013 року про «Чому зовнішня політика США не виконується». [8]
Він викладав лекцію FH Hinsley 2013 року в Кембриджському університеті . [9]

## Погляди та думки

### Американська влада і культура
У всеосяжній статті 2005 «Приборкання американської сили» Волт стверджував, що США повинні "зробити своє панівне становище прийнятним для інших — з допомогою збройного використання збройної сили, сприяння більш тісній співпраці з ключовими союзниками та, головне, відновлення його руйнівний міжнародний імідж ". Він запропонував США «відновити свою традиційну роль як» офшорний балансувальник «, втручаючись» лише тоді, коли це абсолютно необхідно «, і» зберегти «свою військову присутність якнайменше». [10]
У кінці 2011 року стаття «Національний інтерес» під назвою «Кінець Американської епохи», Волт пише, що Америка втрачає свою позицію світового панування. [11]
Вальт виступив у 2013 році до Норвезького інституту оборонних досліджень під назвою «Чому зовнішня політика США продовжує не вдаватися?» Пізніше Інститут назвав його «байдужою упередженою позицією серед зовнішньополітичних інститутів США щодо активісти зовнішньої політики» та «схильністю перебільшувати загрози», відзначивши, що шанси забити молнії були набагато більшими з 2001 року, ніж смерть від терористичних нападів. " Він також характеризував США як відсутність «дипломатичного майстерності та витонченості» та порадив європейцям «думати про себе, а не покладатися на США на керівництво та поради щодо вирішення своїх проблем безпеки». Зрештою, він стверджував: «Сполучені Штати просто не мають достатньої кваліфікації, щоб керувати світом». [12]
«Чому американці настільки готові платити податки, щоб підтримати створення національної безпеки в світі», — запитав Волт у 2013 році, — поки так не хочуть платити податки, щоб мати кращі школи, медичні послуги, дороги, мости, метро, парки, музеїв, бібліотек та інших предметів багатства та успішного суспільства? " Він сказав, що це питання було особливо загадковим, оскільки «США є найбезпечнішою силою в історії і будуть залишатися надзвичайно безпечними, якщо не буде повторювати помилки минулого десятиліття». [13]

### Європа
У 1998 році Волт писав, що «глибинні структурні сили» «почали відтягувати Європу та Америку». [14]
Волт стверджує, що НАТО має бути підтримане завдяки чотирьом основним напрямкам, де тісна співпраця є корисною для європейського та американського інтересу. [15]
1. Подолання міжнародного тероризму; Волт бачить необхідність співпраці між Європою та Сполученими Штатами в управлінні терористичними мережами та припинення надходжень грошей у терористичні комірки. [15]
2. Обмеження поширення зброї масового знищення; Волт стверджує, що зусилля з боротьби з розповсюдженням зброї масового знищення є найбільш успішними, коли Європа та США спільно працюють над тим, щоб знешкоджувати ядерний матеріал у відповідальній формі. Він цитує справу про готовність Лівії відмовитися від своєї початкової програми розподілу після того, як на багатосторонніх переконаннях вона натякнула, як свідчення цього. [15]
3. Управління світовою економікою; зниження бар'єрів для торгівлі та інвестицій, особливо між США та ЄС, прискорить економічне зростання. Помітні відмінності в торговій політиці виникають головним чином у сферах аграрної політики. [15]
4. Робота з невдалими державами; неефективні держави є основою для антизахідних рухів. Управління невдахами державами, такими як Афганістан, Боснія та Сомалі, потребують багатонаціональних відповідей, оскільки в США недостатньо багатства для модернізації та відновлення цих одиниць. Особливо бажаним є європейські союзники в цій галузі, оскільки вони мають більше досвіду у підтримці миру та «народонаселення». [15]

### Східна Європа та Росія
Волт вважає, що розширення запрошень на вступ до НАТО до країн колишнього радянського блоку є «небезпечною та непотрібною ціллю», а такі держави, як Україна, будуть «нейтральними державами-буферами назавжди». [16] З цієї точки зору він вважав, що озброєння українських збройних сил після анексії російського Криму «є рецептом більш тривалого та деструктивного конфлікту». [16]

### Близький Схід
Волт заявив у грудні 2012 року, що «найкращий курс на Близькому Сході в Америці буде діяти як» офшорний балансувальник ": готовий втрутитися, якщо баланс сил буде засмучений, але в іншому випадку збереження нашого військового слідства мале. з такими державами, як Ізраїль та Саудівська Аравія, а не контрпродуктивні «особливі стосунки», які ми маємо сьогодні ". [17]
Стаття Стівена Волта «Що ми повинні робити, якщо виграє ісламська держава?» Живи з нею «, з'явився 10 червня 2015 року в журналі» Foreign Policy " . [18] Він пояснив свою точку зору, згідно з якою ісламська держава навряд чи перетвориться на довготривалу світову владу на пункті допиту, підкасту Центру допиту в липні 2015 року. [19]

### Ізраїль
Волт був критиком лобі в Ізраїлі в Сполучених Штатах та його впливом на зовнішню політику . Він писав, що президент Обама помилився, порушивши принципи, викладені в його промові в Каїрі, дозволивши продовжувати діяльність поселення ізраїльтян і брати участь у «добре узгодженому нападі» проти Голдстоунського звіту . [4]
Волт запропонував у 2010 році, що через те, що дипломат Державного департаменту Денніс Росс начебто заплутався до Ізраїлю, він міг би надати пораду президенту Обамі, яка була проти інтересів США. [20] Роберт Сатлофф, виконавчий директор Вашингтонського інституту близькосхідної політики (WINEP), захищав Росса і критикував Волта в частині, опублікованому зарубіжними справами (який кілька днів тому опублікував фрагмент Вальта). [21]Сатлофф пише, що зв'язок Росса з WINEP є невинним (Росс був видатним співробітником WINEP у всій адміністрації Джорджа У. Буша, а книжка Мірсхаймера та Волта описала WINEP як «частину ядра» лобі в Ізраїлі в США) і що Волт помилково вважає, що США не можуть одночасно «розвивати стратегічне партнерство як з Ізраїлем, так і з дружніми арабськими та мусульманськими державами» [21]
Після атаки Ітамар, в якій в березні 2011 року на Західному березі була убита єврейська сім'я, Волт засудив вбивць, але додав, що "поки ми на ньому, ми не повинні врятувати інших партій, які допомогли створити та увічнити обставини «, в якому перераховані» кожен ізраїльський уряд з 1967 року за активну просуванню незаконних зусиль по колонізації цих земель ", " палестинські лідери, які прославили насильство «та» самі поселенці, деякі з яких регулярно використовують насильство, щоб залякати палестинців, які живуть " землі, яку вони жадають ". [22]
Волт піддав критиці США за голосування проти резолюції Ради Безпеки, в якій засуджуються поселення ізраїльських західних берегів, назвавши голосування «дурним кроком», оскільки «ця резолюція фактично відповідала офіційній політиці кожного президента після Ліндона Джонсона». [23]

### Іран
Волт часто критикував політику Америки щодо Ірану . У 2011 році Волт сказав співрозмовнику, що американська реакція на імовірну іранську сюжет щодо вбивства саудівського посла в Сполучених Штатах «може стати частиною більшого американського дипломатичного зусилля, спрямованого на те, щоб покласти Іран на гаряче місце». [24]
«Вашингтон продовжує наполягати на майже повній іранській капітуляції», — писав Волт у грудні 2012 року. І тому, що Іран був ефективно демонізований тут в Америці, президентові Обамі було б дуже важко досягти компромісу, а потім продати його додому " [25]
Волт заявив у листопаді 2013 року, що «американці часто забувають про те, наскільки безпечно Сполучені Штати, особливо в порівнянні з іншими державами», завдяки своїй владі, ресурсам та географії, і тому "регулярно вражає незначні загрози з усіх пропорцій. Я маю на увазі: Іран має оборонний бюджет у розмірі близько 10 мільярдів доларів … однак нам вдається переконати себе, що Іран є дуже серйозною загрозою для життєвих інтересів США, а також тим, що постійно кричуться такі сили, як Сирія, Північна Корея, Лівія Муаммара аль-Каддафі, а також інші так звані «країни-вини держави». «Тому, що відбувається на Близькому Сході, Сполучені Штати можуть майже напевно пристосовуватися і адаптуватися і бути чудово». [13]

### Лівія
Після відвідин Лівії, Волт писав у Зовнішній політиців січні 2010 року, коли "Лівія далека від демократії, вона також не відчуває себе, як інші міліції, які я відвідав. Я не потрапив в оману в усьому світі служби безпеки — це не означає, що їх там немає. … Лівійці, з якими я говорив, були відкритими та відвертими і не піддавалися занепокоєнню про те, що вони підслухані, не повідомляються або про щось подібне … Я намагався відвідувати різні політичні вебсайти з мого номера в готелі і не мав жодних проблем, хоча інші Правозахисні групи повідомляють, що Лівія займається вибірковою фільтрацією деяких політичних вебсайтів, критикуючи режим. Це також злочин, що критикує сам Каддафі, колишня історія прав людини в країні викликає занепокоєння в кращому випадку, а преса в Лівії майже повністю уряд -контрольований. Тим не менше, Лівія виглядає більш відкритою, ніж сучасний Іран чи Китай, і загальна атмосфера здалася набагато менш гнітючою, ніж більшість місць, я відвідав у старому Варшавському пакті ".[26]
Девід Е. Бернштейн, професор фундації юридичного факультету Університету Джорджа Мейсона, критикував Волта у 2011 році за прийняття фінансування лівійським урядом для поїздки до Лівії, де він звернувся до Ради економічного розвитку цієї країни, а потім написав, що Бернштейн назвав «дурнем» шматок "про його візит. Бернштейн сказав, що це іронічно: «Волт, після того, як вибухнув про американське вітчизняне» Ізраїльське лобі «, став таким чином» частиною «лобі Лівії». Бернштейн вважав іронічним, що «Волт, провідний критик дружби США та Ізраїлю, завершує свій твір з надією», що Сполучені Штати та Лівія продовжують виховувати і будувати конструктивні відносини ". Тому що, ви знаєте, Ізраїль настільки жорсткий, ніж Лівія Каддафі ".
Під заголовком «Чи є Стівен Волт Слінд, повний дурень чи великий брехня?», Мартін Перец з Нової Республіки знущався над Волтом за хвалу Лівії, яку Перец назвав «убивцею» і для перегляду його «цивілізованого» диктатора. Перец протиставив погляд Вальта на Лівію, який, за словами Переца, відвідував його менше, ніж за день, з доповіддю Нью-Йорк Таймз, що зображує Триполі як «зону війни». [28]

### Сирія
У серпні 2013 року Волт стверджував, що навіть якби виявилося, що Башар аль-Асад в Сирії використовував хімічну зброю, США не повинні втручатися. «Мертвий мертвий, незалежно від того, як це зроблено», — писав Волт. Так, «Обама може піддаватися випробуванню, тому що він нерозумно намалював» червону лінію «над цією проблемою і вважає, що його довіру зараз на кону, але після одного нерозумного кроку з іншим не зможе відновити цей втрачений стан». [29]У вересні 2013 року Волт написав відкритий лист з проханням конгресмена проголосувати проти страйку на Сирію. Д-р Йосиф Олмерт зазначив «принаймні дві яскраві неточності», включаючи невдачу Волта визнати, що Сирія вже була невдалою державою і вже розбещена сектантською боротьбою, «щось» реалістичні «ліберали знаходять як-то важко погодитися». Ольмерт зазначив, що, незважаючи на те, що Ізраїль є центром усіх конфліктів на Близькому Сході, Ізраїль, по суті, не має нічого спільного з конфліктами в Сирії, Єгипті, Тунісі та інших країнах регіону, які "в основному є завданнями араби, ті, що їм треба розібрати ". [30]

### Азія
Волт вважає, що офшорний балансування є найбільш бажаною стратегією при роботі з Китаєм . [31] [32] У 2011 році Волт стверджував, що Китай прагне отримати регіональну гегемонію та широку сферу впливу в Азії, яка була порівнянна за розміром з позицією США у західній півкулі. [31] Якщо це станеться, він передбачає, що Китай буде достатньо безпечним на материку, щоб приділити додаткову увагу формуванню подій на свою користь у далеко відсталих районах. Враховуючи те, що Китай є бідним з ресурсів, наша країна, швидше за все, буде спрямована на захист життєво важливих морських доріг у таких районах, як Перська затока. [33] [34]
У своєму інтерв'ю у грудні 2012 року Волт сказав, що «США не допомагають своїй справі, перебільшуючи китайську владу, і сьогодні ми не повинні базуватися на нашій політиці щодо того, чим може стати Китай на двадцять-тридцять років». [35]

### Теорія «баланс загрози»
Волт розробив теорію " рівноваги загрози ", яка визначала загрози з точки зору сукупної сили, географічної близькості, наступальної сили та агресивних намірів. Це модифікація теорії «балансу сил», розроблена неореалістом Кеннетом Вальцем. [36]

### Справа Сноудена
У липні 2013 року Волт стверджував, що президент Обама повинен надати Едвард Сноуден негайне помилування. «Мотиви пана Сноудена, — писав Волт, — були похвали: він вважав, що співгромадяни повинні знати, що їхній уряд проводить таємну програму спостереження, що має величезний обсяг, погано контролюється і, можливо, неконституційно. Він був правий». Історія, запропонована Волтом, "буде, ймовірно, щасливішим для пана Сноудена, ніж його переслідувачам, і його ім'я може бути в один прекрасний день пов'язане з іншими хоробрими чоловіками та жінками — Даніелем Елльсбергом, Мартін Лютер Кінгм, Марком Філтом, Карен Силквуд та ін. — чиї дії принципового несправедливості зараз широко захоплюються ". [37]

## Книги
У своїй книзі «Походження альянсів 1987 року» Волт досліджує спосіб створення альянсів та «пропонує фундаментальні зміни у сучасних концепціях систем альянсу». [38]
Революція та війна (1996) висвітлюють «недоліки існуючих теорій про зв'язок між революцією та війною», детально вивчаючи французьку, російську та іранську революції та надаючи найщиріші погляди на американську, мексиканську, турецьку та китайську революції. [39]
Taming American Power (2005) дає глибоку критику стратегії США з точки зору своїх супротивників. [40] Анатол Лівен назвав це «блискучим внеском у американські зовнішньополітичні дебати». [41]

### Ізраїльське лобі та зовнішня політика США
У березні 2006 року Джон Мірсхаймер та Волт, а потім академічний декана урядової школи Кеннеді, опублікували робочий документ під назвою «Ізраїльське лобі та зовнішня політика США» [42] та статті «Ізраїльське лобі» в Лондонському огляді Книги про негативні наслідки «неперевершеної сили Ізраїлевого лобі». Вони визначили лобі «Ізраїль» як «вільну коаліцію окремих осіб та організацій, які активно працюють над тим, щоб керувати зовнішньою політикою США на проізраїльському напрямку». [43]Мірсгеймер і Волт прийняли таку позицію, що «те, що хоче ізраїльське лобі, це надто часто». [44]
Статті, а також бестселерська книга Волта та Мірсхаймера, розроблена пізніше, спричинили значне поширення у засобах масової інформації у всьому світі. Стверджуючи, що Волт і Мірсхаймер є членами «школи, яка по суті хоче, щоб війна з джихадизмом ніколи не почалася», Крістофер Хітченс зробив висновок, що «бажання призвело до серйозно неправильної характеристики джерел проблеми …» [45] Колишній посол США Едвард Пек написав, що «цунамі» відповідей, засуджених доповіді, доведено існування лобі та "Думки різні щодо довгострокових витрат і вигод для обох країн, але думки лобі про інтереси Ізраїлю стали основою для США Політика на Близькому Сході ".